# Lingua Franca Nova
Lingua Franca Nova er et kunstsprog skabt af dr. George Boeree fra Shippensburg University of Pennsylvania. Ordene på Lingua Franca Nova er hovedsageligt baseret på fransk, spansk, italiensk, portugisisk og catalansk.

## Historie
Boeree begyndte at designe Lingua Franca Nova i 1965, med det mål at skabe et internationalt hjælpesprog, der er enkelt, sammenhængende og let at lære til international kommunikation. Han var inspireret af Middelhavet Lingua Franca eller "Sabir", en romansk pidgin brugt af europæiske sømænd og købmænd som lingua franca i Middelhavsområdet fra det 11.-18. århundrede, og af forskellige kreoler som papiamento og haitisk kreol. Han brugte fransk, italiensk, portugisisk, spansk og catalansk som lexifiers.
Lingua Franca Nova blev første gang præsenteret på internettet i 1998. En Yahoo! Gruppen blev dannet i 2002 af Bjørn Madsen, og nåede omkring 300 medlemmer, som bidrog væsentligt til sprogets videre udvikling.
I 2005 oprettede Stefan Fisahn en wiki for sproget. Wikien flyttede til Wikia i 2009 og blev derefter hostet direkte på den officielle hjemmeside i 2019.
I 2007 oprettede Igor Vasiljevic en Facebook-gruppe, som nu har over 600 medlemmer.
LFN fik en ISO 639-3-betegnelse ("lfn") af SIL i januar 2008.
I 2008 begyndte Simon Davies at lave vigtige opdateringer til den LFN-engelsk søgbare "master" ordbog. Ordbogen holdes opdateret på den officielle hjemmeside med over 20.000 opslag og blev endda udgivet i trykt form i 2018.
I 2012 blev en roman helt oversat til Lingua Franca Nova først udgivet i trykt form: La aventuras de Alisia en la pais de mervelias, som er Simon Davies' oversættelse af Lewis Carrolls Alice's Adventures in Wonderland.
I 2014 blev en ny officiel hjemmeside lanceret på "elefen.org"-domænet: den tilbyder forskellige undervisningsstøtter (såsom ordlister for rejsende, komplette grammatikguider) tilgængelig på flere sprog, og er vært for en wiki og den søgbare officielle ordbog. Nogle litterære værker, der er helt oversat til Lingua Franca Nova, er også offentligt tilgængelige på den officielle hjemmeside til læsning. Hjemmesiden indeholder nu et eksempel på en samtaledialog: La conversa prima for begyndere, https://www.elefen.org/leteratur/la_conversa_prima.html
Den 18. april 2018 blev Wikipedia i Lingua Franca Nova, kaldet "Vicipedia", officielt lanceret som et almindeligt Wikipedia-projekt.
Den 15. maj 2020 på nettet og den 10. maj 2021 i trykt form blev den første originale litterære roman skrevet på Lingua Franca Nova udgivet: La xerca per Pahoa, af Vicente Costalago.
Den 5. januar 2021 døde sprogets skaber, C. George Boeree, af bugspytkirtelkræft i en alder af 68.

## Grammatik
LFN er et SVO-sprog (subjekt-verb-objekt). Modifikatorer følger generelt, hvad de ændrer, ligesom præpositionsfraser og underordnede sætninger.
Ud over flertallet i -s eller -es, er navneord invariante. Et navneords rolle i en sætning bestemmes af ordrækkefølge og præpositioner. Der er 22 præpositioner, såsom a (at, til), de (af, fra), en  (ind), og con (med).
Navneord indledes sædvanligvis af artikler (la eller un) eller andre bestemmende faktorer såsom esta (dette, disse), acel (det, de), alga (nogle), cada (hver), multe (mange, meget) og poca (få, lidt). Besiddende determinanter, kardinaltal og adjektiverne bon og mal (godt og dårligt) går også foran substantivet; ordenstal efter substantivet. En række pronominer er identiske med eller afledt af bestemmere.